# Gabon címere

Gabon címere

Gabon címere egy sárga pajzs, amelyen egy fekete vitorlás hajó úszik a kék tengeren. A felső részen egy vízszintes zöld sávon három sárga korong látható. A pajzsot két fekete párduc tartja. A pajzs mögött egy fa emelkedik, alul a törzse és gyökerei, felül a lombozata látható. A pajzs alatt a következő felirat olvasható: „Union, Travail, Justice” (Egység, munka, igazság).
A címer Louis Mühlemann svájci heraldikus alkotása.